# デイヴィッド・ウィギンズ
デイヴィッド・ウィギンズ（英語: David Wiggins, 1933年3月8日 - ）は、イギリスの倫理学者、形而上学者、論理学者。専門は同一性の問題とメタ倫理学の諸問題。2006年の著作Ethics: Twelve Lectures on the Philosophy of Moralityでは、「道徳的客観主義（moral objectivism）」と呼ばれる立場を擁護している。妻は日本人哲学者の石黒ひで。

## 略歴
オックスフォード大学ブレーズノーズ・カレッジで哲学を専攻し、ジョン・ロイド・アクリルをチューター（指導教員）として学んだ。1993年から2000年まで同大学ウィカム教授を務めた。1999年から2000年にはアリストテレス協会の会長だった。英国アカデミーのフェローならびにアメリカ芸術科学アカデミーの国外名誉会員である。

## 業績
哲学者のハロルド・ヌーナンによれば、
ウィギンズの仕事で最も影響力を持ち続けた分野は形而上学である。彼は根源的な意味においてアリストテレス的な実体の概念を発展させ、パトナム（1975）とクリプキ（1980）の洞察を洗練させた。また、人格の同一性の問題についても影響力のある議論を展開しており、「動物帰属説（Animal Attribute View）」と呼ばれる見解を提唱した。

## 教え子
ウィギンズの教え子には次の人物がいる。
- ジョン・マクダウェル
- デレク・パーフィット
- ジョナサン・ウェストファル（英語版）
- ティモシー・ウィリアムソン

## 著作

### 単著
- Ethics.  Twelve Lectures on the Philosophy of Morality (Cambridge, 2006)
- Sameness and Substance Renewed (Cambridge, 2001)
- Needs, Values, Truth: Essays in the Philosophy of Value  (Oxford, 1987; second edition 1998)
大庭健, 奥田太郎編・監訳『ニーズ・価値・真理――ウィギンズ倫理学論文集』勁草書房、2014年
- Sameness and Substance (Oxford, 1980)
- Truth, Invention, and the Meaning of Life (Proceedings of the British Academy, 1976)
- Identity and Spatio-Temporal Continuity (Oxford, 1967)

### 論文
- "A Sensible Subjectivism?" (Needs, Values, Truth: Essays in the Philosophy of Value (New York: Oxford University Press, 1987), 185-214)
- "Weakness of Will Commensurability, and the Objects of Deliberation and Desire" (Proceedings of the Aristotelian Society, 1978)
- "Towards a reasonable libertarianism" (Essays on Freedom of Action, 1973 - Routledge & Kegan Paul)
- "On Sentence-sense, Word-sense and Difference of Word-sense: Towards a Philosophical Theory of Dictionaries" (1971)[3] (link)